# Barum (Luneburgo)
Barum é um município da Alemanha localizado no distrito de Luneburgo, estado da Baixa Saxônia.
Pertence ao Samtgemeinde de Bardowick.